# AVT-Korporacja
AVT-Korporacja – polskie wydawnictwo, wydawca wielu czasopism o tematyce popularno-technicznej i poradnikowej, powstałe w styczniu 1992 roku. Siedziba mieści się w Warszawie przy ul. Leszczynowej 11. Prezesem AVT-Korporacja sp. z o.o. jest Ernest Jagodziński . AVT prowadzi także tematyczne serwisy internetowe i wydaje aplikacje mobilne. Periodyki wydawane przez AVT grupują się w następujących segmentach tematycznych:
- dom i wnętrza, ogród,
- elektronika i automatyka,
- zdrowie i medycyna,
- fotografia,
- muzyka i dźwięk
- edukacja i nowe technologie[2] .

## Czasopisma wydawane przez AVT
Według stanu na 2025 rok AVT regularnie wydaje 15 czasopism: 11 miesięczników, 2 dwumiesięczniki i 2 kwartalniki .
| Tytuł czasopisma                  | Segment tematyczny             | Periodyczność | Wydań w roku               | Nie ukazuje się (ostatni numer)     |
| --------------------------------- | ------------------------------ | --- | -------------------------- | ----------------------------------- |
| Budujemy Dom                      | dom, ogród i wnętrza           | miesięcznik | 9                          |                                     |
| Czas na Wnętrze                   | dom, ogród i wnętrza           | miesięcznik | 11                         |                                     |
| Gardeners' World Edycja Polska    | dom, ogród i wnętrza           | dwumiesięcznik (2015–2021) miesięcznik (od 2022)                                                                                         | 10                         |                                     |
| Audio                             | muzyka i dźwięk                | miesięcznik | 11                         |                                     |
| Estrada i Studio                  | muzyka i dźwięk                | miesięcznik | 12                         | zamknięty (06/2021)                 |
| Gitarzysta                        | muzyka i dźwięk                | miesięcznik | 12                         | zamknięty (05/2024)                 |
| Perkusista                        | muzyka i dźwięk                | dwumiesięcznik (2010–2012) miesięcznik (wrzesień 2012–kwiecień 2020) dwumiesięcznik (maj–grudzień 2020) półrocznik (2021) rocznik (2022) | 11                         | zamknięty (01/2022)                 |
| Automatyka, Podzespoły, Aplikacje | elektronika i automatyka       | miesięcznik | 12 (2009–2024) 9 (od 2025) |                                     |
| Elektronik                        | elektronika i automatyka       | miesięcznik | 12                         |                                     |
| Elektronika dla Wszystkich        | elektronika i automatyka       | miesięcznik | 12                         |                                     |
| Elektronika Praktyczna            | elektronika i automatyka       | miesięcznik | 12                         |                                     |
| Świat Radio                       | elektronika i automatyka       | miesięcznik (do czerwca 2021) dwumiesięcznik (od lipca 2021)                                                                             | 6                          |                                     |
| Digital Camera Polska             | fotografia, edukacja i hi-tech | miesięcznik (2010–styczeń 2021) dwumiesięcznik (2021) kwartalnik (od 2022)                                                               | 4                          |                                     |
| Digital Photographer Polska       | fotografia, edukacja i hi-tech | dwumiesięcznik (2013–2015) kwartalnik (od 2020)                                                                                          | 4                          | nie ukazywał się w latach 2016–2019 |
| Młody Technik                     | fotografia, edukacja i hi-tech | miesięcznik | 12                         |                                     |
| T3                                | fotografia, edukacja i hi-tech | miesięcznik | 11                         |                                     |
| Fizjoterapeuta                    | zdrowie i rodzina              | miesięcznik | 9 (2020, 2022) 11 (2021)   | zamknięty (05/2023)                 |
| Holistic Health                   | zdrowie i rodzina              | dwumiesięcznik | 6                          |                                     |
| O Czym Lekarze Ci Nie Powiedzą    | zdrowie i rodzina              | dwumiesięcznik (2013–kwiecień 2016) miesięcznik (od maja 2016)                                                                           | 12                         |                                     |